# Joseph Smith

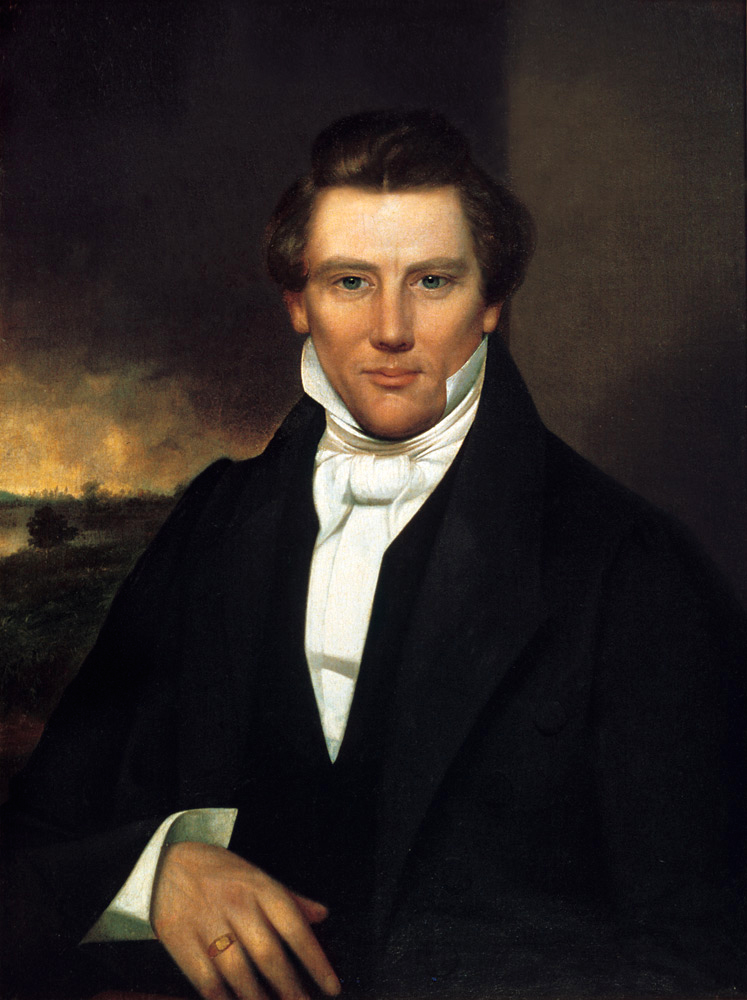
Joseph Smith

Joseph Smith (Sharon, 23 december 1805 - Carthage, 27 juni 1844) was de stichter van de Heiligen der Laatste dagen-beweging en de grondlegger van De Kerk van Jezus Christus van de Heiligen der Laatste Dagen (ook wel bekend als de mormoonse kerk). Hij was de zoon van Joseph Smith Sr. en Lucy Mack.
Joseph Smith getuigde van visioenen en openbaringen die hij beweerde te hebben gekregen. Hij publiceerde die onder meer in het Schriftuurlijke boek de Leer en Verbonden.

## Het Eerste Visioen
Het eerste visioen neemt in het hedendaagse Mormonisme een centrale plaats in. Volgens de officiële geschiedschrijving van de Kerk ging Joseph Smith in het voorjaar van 1820 in gebed om een antwoord te vinden op de vraag bij welke kerk hij zich moest aansluiten. In antwoord op zijn gebed verschenen God en Jezus Christus aan hem, die hem mededeelden dat geen enkele kerk de ware kerk was.
Deze officiële versie van het eerste visioen werd geschreven in "het achtste jaar na de organisatie van genoemde Kerk", dus in 1838. Het was echter pas klaar in 1839, omdat Joseph Smith van december 1838 tot april 1839 in Liberty (Missouri) in de gevangenis zat. Het werd in 1842 voor het eerst gepubliceerd in de Mormoonse krant Times and Seasons, waarvan Joseph Smith toen hoofdredacteur was.
De officiële versie was echter niet de eerste. De eerste versie van het eerste visioen dateert van 1832 en is grotendeels in Smiths eigen handschrift geschreven. In deze versie plaatste Smith zijn eerste visioen in 1822, ging hij bidden uit berouw over zijn zonden en verscheen alleen Jezus aan hem (die hem zijn zonden vergaf).
In een versie uit 1835 verschenen twee niet nader genoemde "personages" aan Smith, alsmede vele engelen. Tevens werd deze manifestatie voorafgegaan door vreemde geluiden en kon Smith aanvankelijk niet spreken omdat zijn tong gezwollen leek. Andere versies van het eerste visioen bestaan uit zendingspamfletten, brieven, interviews en dagboekvermeldingen maar het is niet zo, dat al deze versies samen een samenhangend beeld schetsen van het eerste visioen. Op sommige punten spreken zij elkaar zelfs tegen.
De eerste gepubliceerde versie is een zendingspamflet uit 1840, geschreven en uitgegeven in Engeland door apostel Orson Pratt. Tot 1840 wisten de meeste volgelingen van Joseph Smith niet dat er een "eerste visioen" had plaatsgevonden. Behalve in de niet gepubliceerde versies van 1832 en 1835 komt het in de 20 jaar tussen 1820 en 1840 in geen enkel historisch document, dagboek, toespraak of openbaring voor. Dit staat in schril contrast tot het belang dat de Kerk in haar zendings- en onderwijsactiviteiten tegenwoordig aan het eerste visioen hecht.
Het is moeilijk te verklaren, waarom Smith deze gebeurtenis 20 jaar lang voor zichzelf heeft gehouden. De Kerk van Jezus Christus van de Heiligen der Laatste Dagen houdt vast aan de gecanoniseerde versie en Mormoonse auteurs interpreteren de verschillende versies vanuit dit uitgangspunt. Critici van de Kerk doen het tegenovergestelde en interpreteren de verschillende versies vanuit de overtuiging dat het eerste visioen niet heeft plaatsgevonden.

## De vertaling van het Boek van Mormon
Na het 'Eerste Visioen' volgden andere bezoeken van hemelse boodschappers. Op 21 september 1823 verscheen volgens Smith de engel Moroni. Hij vertelde Joseph, dat God een werk voor hem te doen had en dat er een verslag van de oude inwoners van Amerika in een nabijgelegen heuvel (Cumorah) begraven lag, dat 'de volheid van het evangelie van Jezus Christus' bevatte. In 1827 ontving Joseph het verslag dat op dunne gouden platen geschreven stond. Vervolgens vertaalde hij het boek in het Engels, naar hij zei met inspiratie van God, alhoewel velen denken dat het de duivel was. Het boek heet Het Boek van Mormon. Het is genoemd naar Mormon, een profeet van weleer die de verslagen van profeten uit het Oude Amerika heeft samengevat. Als getuige van Christus onderschrijft het boek de goddelijke aard van Jezus Christus en wordt het bezoek van Christus dat na zijn opstanding aan zijn volgelingen in Amerika zou hebben plaatsgevonden, beschreven. Het boek van deze sekte is alleen bekend in de vertaling van Smith, naar zijn zeggen omdat een engel het origineel meenam naar de hemel.

## De herstelling van priesterschapsgezag
Ter voorbereiding op de herstelling van de oorspronkelijke christelijk kerk werd ook het priesterschapsgezag hersteld. Op 15 mei 1829 verscheen Johannes de Doper aan Joseph Smith en Oliver Cowdery en verleende hun het lagere of Aäronische priesterschap. Het is het priesterschap dat de wet van Mozes bediende en ten tijde van het Oude Testament van Aäron tot Johannes de Doper operationeel was onder wat volgens de Bijbel het verbondsvolk van God is: het volk Israël. Het omvat volgens de Mormoonse leer o.a. het gezag om het evangelie van bekering te verkondigen en om te dopen.
In datzelfde jaar verschenen ook Petrus, Jakobus en Johannes aan Joseph Smith en die verleenden hem het hogere of Melchizedeks priesterschap. In de Mormoonse leer omvat dit priesterschap het gezag om de kerk te presideren en alle verordeningen te verrichten, inclusief het verstrekken van de gave van de Heilige Geest, het zegenen en zalven, en is het tevens een verzegelende macht.

## Kerken
De oprichting van de Kerk van Jezus Christus van de Heiligen der Laatste Dagen vond plaats op 6 april 1830 met zes leden. Inmiddels zijn er wereldwijd ruim 17 miljoen leden. Er vonden al vrij vroeg afsplitsingen plaats die uit de herstellingsleer van Smith is voortgekomen. Een van de vroegste afsplitsingen vond in 1860 plaats na de dood van Joseph Smith in 1844. Deze afsplitsing kreeg de naam Georganiseerde Kerk van Jezus Christus van de Heiligen der Laatste Dagen en werd opgericht door Joseph Smith III, de zoon van Joseph Jr. In 2000 werd de naam veranderd in Gemeenschap van Christus. Deze afsplitsing telt 250.000 leden wereldwijd. Ook deze kerk maakt naast de bijbel gebruik van het Boek van Mormon en het Leer en Verbonden. Zij verkochten in 2017 het drukkersmanuscript van het Boek van Mormon aan de oorspronkelijke kerk. In de tijd van Joseph Smiths opvolger Brigham Young volgden nog enkele kleinschalige afsplitsingen. Deze splintergroeperingen worden veelal fundamentalistische mormonen genoemd.

## Polygamie

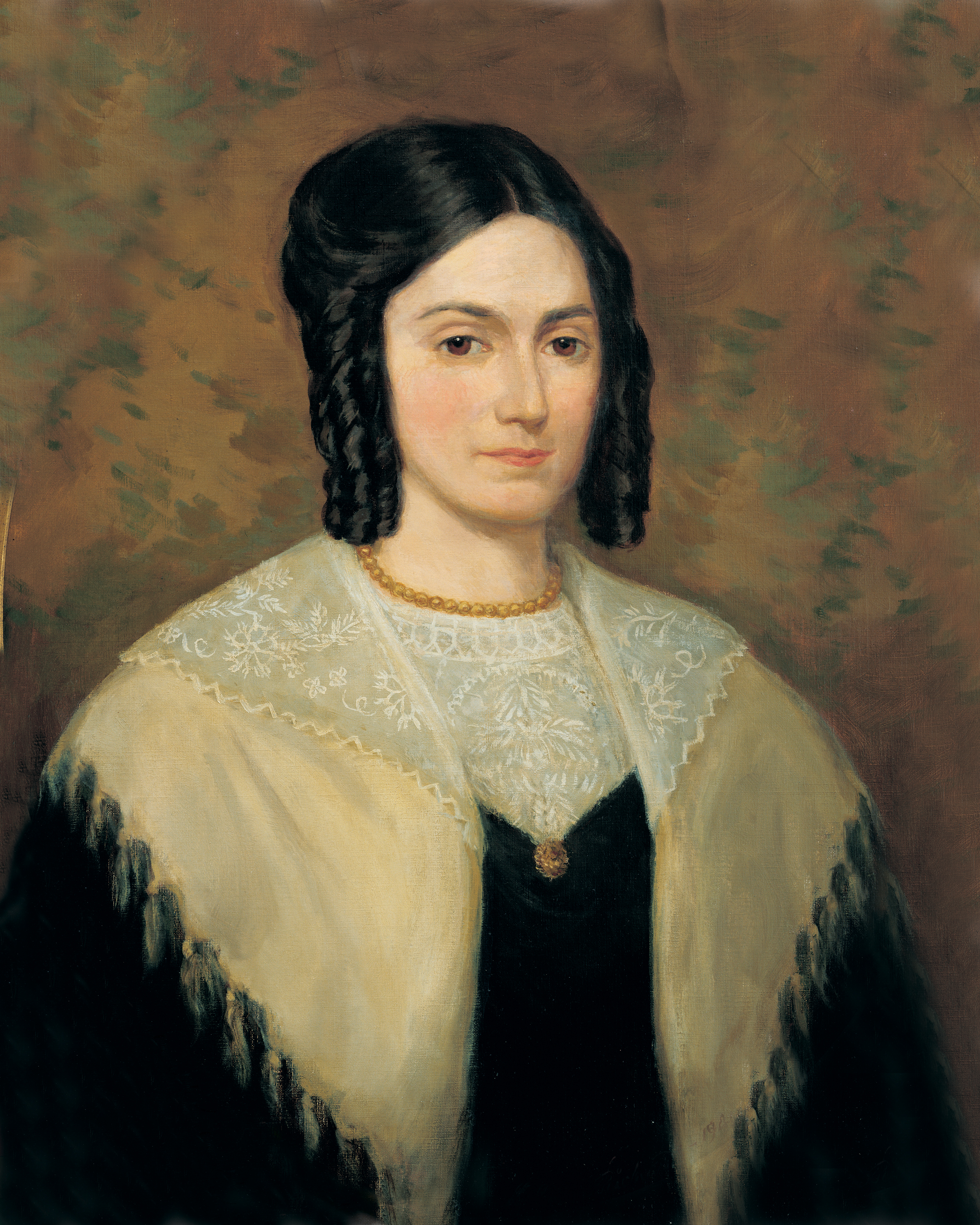
Emma Hale Smith

Joseph Smith trouwde naast zijn echtgenote Emma Smith minstens 27 andere vrouwen, maar zij heeft dat zelf haar hele leven lang en zelfs op haar sterfbed nog ontkend. In 2014 werd door leiders van de Kerk toegegeven dat Smith polygamie had bedreven met mogelijk tussen de twintig en veertig vrouwen, onder wie minderjarigen.

## Martelaarschap van Joseph Smith
Joseph Smith en zijn broer Hyrum werden op 27 juni 1844 in Carthage, Illinois door een menigte gelyncht.

## De Mormoonse leer en het christendom
Veel niet-Mormoonse christenen en theologen vinden dat de Mormoonse leer op wezenlijke punten afwijkt van de christelijke leer en verwerpen dan ook het door de Mormonen gewenste predicaat 'christelijk'. Een van de grootste struikelblokken is de hantering van een heilig boek, het Boek van Mormon, als gezaghebbend naast de Bijbel. Andere punten zijn onder meer de leer over het priesterschap en de Mormoonse zienswijze met betrekking tot de oudste inwoners van Amerika.

## De Mormoonse leer en de vrijmetselarij
Joseph Smith en meerdere oprichters van de Kerk van Jezus Christus waren betrokken bij Vrijmetselarij. Joseph Smith was medeoprichter van een vrijmetselaarsloge in Nauvoo in 1842 en in dat jaar werd hij ingewijd als Meester in de Vrijmetselarij. Ook zijn er overeenkomsten tussen de Mormoonse tempelaanbidding en de symboliek van de Vrijmetselarij.
De Kerk van Jezus Christus heeft geen officieel standpunt tegenover de vrijmetselarij of welke andere fraterniteit of geloofsstroom dan ook behalve dan datgene wat in haar 11e geloofsartikel verwoord is, waarin staat: Wij eisen het goed recht op de almachtige God te vereren volgens de stem van ons eigen geweten, en kennen alle mensen datzelfde goed recht toe. Hoe, waar, of wat zij ook mogen vereren.
- Bibsys: 90728582
- Biblioteca Nacional de Chile: 000038712
- Biblioteca Nacional de España: XX1252174
- Bibliothèque nationale de France: cb11984773m (data)
- Catàleg d'autoritats de noms i títols de Catalunya: 981058614501906706
- CiNii: DA05125273
- Gemeinsame Normdatei: 118927132
- International Standard Name Identifier: 0000 0001 2099 9198
- Library of Congress Control Number: n79006976
- Nationale Bibliotheek van Letland: 000249550
- Bibliotheek van het Japanse parlement: 00526290
- Nationale Bibliotheek van Tsjechië: jn20010525382
- Nationale bibliotheek van Australië: 35506960
- Nationale Bibliotheek van Israël: 987007590438205171
- Nationale Bibliotheek van Polen: a0000001209374
- Nationale en Universitaire bibliotheek Zagreb: 000185892
- Nederlandse Thesaurus van Auteursnamen: 068654405
- Istituto Centrale per il Catalogo Unico: BCTV016807
- LIBRIS: 273464
- SNAC: w61c1xz1
- Système universitaire de documentation: 027906523
- Trove: 978125
- Union List of Artist Names: 500288303
- Virtual International Authority File: 24609983
- WorldCat: E39PBJwhvhQH7QQXcTWMQrjt8C